# Boulevard Royal
 (octobre 2020).
Si vous disposez d'ouvrages ou d'articles de référence ou si vous connaissez des sites web de qualité traitant du thème abordé ici, merci de compléter l'article en donnant les références utiles à sa vérifiabilité et en les liant à la section « Notes et références ».
Le boulevard Royal est une voie de la ville de Luxembourg.

## Situation et accès
Ce boulevard est situé dans la Ville-Haute de Luxembourg.

## Historique
Le boulevard Royal a été percé à la fin du XIXe siècle en longeant les anciens remparts ouest de la ville de Luxembourg. Le but était de créer une artère élégante, faisant le lien entre le centre-ville et les nouveaux quartiers résidentiels à construire, à la suite de la démolition de la forteresse de Luxembourg.
C'était un boulevard bordé de gros platanes et longé par des maisons de maîtres du côté ouest et de maisons de ville côté centre. Le boulevard devint vite une artère importante et statutaire de la ville. Dans les années 1960 et surtout 1970, les anciennes villas (ambassades, cabinets de notaires et d'avocats, hôtel-restaurants et cafés notoires) ont du cédé leur place à de nouvelles constructions modernes à la suite de l'éclosion du Luxembourg comme place financière. Aujourd'hui, il n'y a plus que deux ou trois maisons anciennes qui ont survécu à cette bruxellisation du centre-ville de Luxembourg, ainsi que l'ancien bâtiment des Postes, aujourd'hui vide.
Le boulevard Royal est aujourd'hui encore la « Wall Street » de Luxembourg, car bordé de filiales de banques, d'assurances et autres entreprises de services. L'espace, rare et cher au boulevard Royal a fait qu'un second centre financier s'est développé récemment au Kirchberg, le quartier des institutions européennes. 
Le boulevard Royal reste aujourd'hui une artère importante de la ville, à grand trafic et est parcouru depuis décembre 2020 par le tramway de Luxembourg qui marque notamment un arrêt à la station Hamilius placée au pied du complexe Royal-Hamilius construit par l'architecte britannique Norman Foster.